# Mammea papuana
Mammea papuana är en tvåhjärtbladig växtart som först beskrevs av Carl Karl Adolf Georg Lauterbach, och fick sitt nu gällande namn av André Joseph Guillaume Henri Kostermans. Mammea papuana ingår i släktet Mammea och familjen Calophyllaceae. Inga underarter finns listade i Catalogue of Life.